# Lluís Bestit Carcasona
Lluís Bestit Carcasona (Barcelona, 1945) és un exnedador i exwaterpolista i dirigent esportiu català.
Llicenciat en medicina i cirurgia per la Universitat de Barcelona, s'inicià com a nedador al CN Barcelona sent campió de Catalunya de 100 i 200 metres braça en les categories infantil, juvenil i sènior, va defensar la porteria de l'equip de waterpolo del CN Barcelona durant deu anys de 1962 a 1972, amb el qual va guanyar deu campionats d'Espanya i cinc lligues nacionals espanyoles, i va ser internacional amb la selecció espanyola absoluta, amb la qual va jugar més de cent partits com a porter i participà en els Jocs Olímpics de Mèxic de 1968 i els Jocs Olímpics de Múnic de 1972. Fou president de la Federació Catalana de Natació del 1995 al 200, creà la Diada de la Natació Catalana i fou impulsor del waterpolo femení tant a Catalunya com a la resta de l'estat espanyol. Fou vicepresident de la Federació Espanyola de Natació durant dotze anys. És membre del comitè tècnic de la Lliga Europea de Natació i de la Federació Internacional de Natació des de l'any 2000.